# Eparchie bežecká
Eparchie bežecká je eparchie ruské pravoslavné církve nacházející se v Rusku.

## Území a titul biskupa
Zahrnuje správní hranice území Bežeckého, Vesjegonského, Kesovogorského, Krasnocholmského, Lesnojského, Lichoslavlského, Maksatichinského, Molokovského, Rameškovského, Sandovského, Sonkovského, Spirovského a Udomelského rajónu Tverské oblasti.
Eparchiálnímu biskupovi náleží titul biskup bežecký a udomelský.

## Historie
Roku 1921 byl založen bežecký vikariát tverské eparchie (později kalininská eparchie). Roku 1937 vikariát zanikl a byl obnoven znovu  27. července 2011.
Dne 28. prosince 2011 byla rozhodnutím Svatého synodu zřízena nová eparchie bežecká, jejíž území bylo odděleno od tverské eparchie. Stala se součástí nové tverské metropole.

## Seznam biskupů

### Vikariát bežecký
- 1921–1922 Alexij (Zamarajev)
- 1923–1925 Stefan (Gnědovskij)
- 1928–1929 Zacharija (Lobov)
- 1929–1937 Grigorij (Kozyrev)
- 1937–1937 Arkadij (Ostalskij), nepřevzal katedru
- 2011–2011 Adrian (Uljanov)

### Eparchie bežecká
- 2011–2012 Viktor (Olejnik), dočasný administrátor
- 2012–2024 Filaret (Gavrin)
- od 2024 Kallistrat (Romaněnko)